# تحالف مؤسسات العلوم الإنسانية الرقمية
تحالف مؤسسات العلوم الإنسانية الرقمية، أو ADHO، هي منظمة مظلة للعلوم الإنسانية الرقمية تم تكوينها عام 2005 لتنسيق أنشطة جمعية الحوسبة الأدبية واللغوية (ALLC) و جمعية الحاسبات والعلوم الإنسانية (ACH) و جمعية العلوم الإنسانية الرقمية / Société pour l'étude des médias interactifs نسخة محفوظة 19 يوليو 2017 على موقع واي باك مشين. (SDH-SEMI). في عام 2012، أصبحت سنترنت (CenterNet)، الشبكة الدولية لمراكز العلوم الإنسانية الرقمية، «منظمة تأسيسية» تابعة لتحالف مؤسسات العلوم الإنسانية الرقمية.

## معلومات تاريخية
بدأت الجهود الرامية إلى إنشاء التحالف في توبنغن، ألمانيا، في مؤتمر جمعية الحوسبة الأدبية واللغوية/جمعية الحاسبات والعلوم الإنسانية في عام 2002: تم تعيين لجنة توجيهية في اجتماع جمعية الحوسبة الأدبية واللغوية/جمعية الحاسبات والعلوم الإنسانية عام 2004 في مدينة جوتنبرج، السويد، وقامت اللجان التنفيذية لجمعية الحاسبات والعلوم الإنسانية وجمعية الحوسبة الأدبية واللغوية باعتماد نظام الحاكمية وبروتوكولات المؤتمر في اجتماع 2005 في فيكتوريا، كندا. في عام 2007، صوتت اللجنة التوجيهية التابعة للتحالف على تحرير جمعية العلوم الإنسانية الرقمية / Société pour l'étude des médias interactifs (SDH-SEMI؛ تأسست عام 1986 كاتحاد للحواسيب في العلوم الإنسانية / Consortium pour ordinateurs en sciences humaines).

## المؤتمر
يشرف التحالف على مؤتمر سنوي مشترك بدأ كمؤتمر خاص بجمعية الحوسبة الأدبية واللغوية/جمعية الحاسبات والعلوم الإنسانية ويُعرف باسم مؤتمر العلوم الإنسانية الرقمية.

## المجلات الخاضعة لاستعراض الأقران
- الحوسبة الأدبية واللغوية، مجلة مطبوعة يتم نشرها من قِبل مطبعة جامعة أكسفورد
- الدراسات الرقمية / Le champ numérique، مجلة إلكترونية مفتوحة الوصول وتخضع لمراجعة الأقران يتم نشرها من قِبل جمعية العلوم الإنسانية الرقمية / Société pour l'étude des médias interactifs نسخة محفوظة 19 يوليو 2017 على موقع واي باك مشين.
- العلوم الإنسانية الرقمية ربع السنوية (DHQ)، مجلة إلكترونية مفتوحة المصدر وتخضع لمراجعة الأقران وتصدر عن التحالف
- حواسيب في أوراق عمل العلوم الإنسانية نسخة محفوظة 21 يوليو 2010 على موقع واي باك مشين.، منشور إلكتروني
- تيكست تكنولوجي، مجلة إلكترونية مجانية تنشرها جامعة ماكماستر

## جائزة بوسا (Busa)
تقوم منظمة تحالف مؤسسات العلوم الإنسانية الرقمية بمنح «جائزة بوسا»، التي تكرم الشخصيات الرائدة في مجال حوسبة العلوم الإنسانية، تكريمًا للأب الإيطالي روبرتو بوسا.
من بين الفائزين بالجائزة:
- روبرتو بوسا (إيطاليا) (قُدمت في 1998، ديبريسين، المجر) الذي كان أول شخصية تحصل على الجائزة
- جون بوروز (أستراليا) (قُدمت عام 2001، نيويورك، الولايات المتحدة الأمريكية)
- سوزان هوكي (المملكة المتحدة) (قُدمت عام 2004، غوتنبرغ، السويد)
- ويليام أوت (ألمانيا) (2007، أوربانا شامبين، إلينوي، الولايات المتحدة الأمريكية)
- جوزيف رابين (الولايات المتحدة الأمريكية) (2010، كينجز كوليدج في لندن، المملكة المتحدة)[4]